# Dekanat Opole
Dekanat Opole – dekanat w rzymskokatolickiej diecezji opolskiej.
W skład dekanatu wchodzi 14 parafii:
- Parafia Wniebowzięcia Najświętszej Maryi Panny w Opolu-Gosławicach → Gosławice [→Opole]
- Parafia św. Katarzyny Aleksandryjskiej w Opolu-Groszowicach → Groszowice [→Opole]
- Parafia Matki Boskiej Fatimskiej w Opolu-Grudzicach → Grudzice [→Opole]
- Parafia św. Jacka w Opolu-Kolonii Gosławickiej → Kolonia Gosławicka [→Opole]
- Parafia św. Jadwigi Śląskiej w Opolu-Malinie → Malina [→Opole]
- Parafia Matki Boskiej Nieustającej Pomocy w Opolu-Nowej Wsi Królewskiej → Nowa Wieś Królewska [→Opole]
- Parafia Matki Boskiej Bolesnej i św. Wojciecha w Opolu → Opole
- Parafia Najświętszego Serca Pana Jezusa w Opolu → Opole
- Parafia Podwyższenia Krzyża Świętego w Opolu → Opole
- Parafia Przemienienia Pańskiego w Opolu → Opole
- Parafia Świętych Apostołów Piotra i Pawła w Opolu → Opole
- Parafia św. Karola Boromeusza w Opolu → Opole
- Parafia Chrystusa Króla w Opolu-Metalchemie → Osiedle Metalchem [→Opole]
- Parafia św. Jana Pawła II w Opolu → Opole